# WANDERlust
WANDERlust è un album in studio di Gavin Rossdale frontman del gruppo musicale inglese Bush pubblicato il 3 giugno 2008 dalla Interscope.

## Tracce
Testi di Gavin Rossdale.
1. Can't Stop the World – 4:09 (musica: Rossdale)
2. Frontline – 3:44 (musica: Rossdale, Bob Rock)
3. Forever May You Run – 4:59 (musica: Rossdale, Linda Perry)
4. The Skin I'm In – 3:53 (musica: Rossdale)
5. Drive – 3:45 (musica: Rossdale, Marti Frederiksen)
6. Future World – 4:56 (musica: Rossdale, Dave Stewart)
7. Love Remains the Same – 4:09 (musica: Rossdale, Frederiksen)
8. If You're Not With Us You Are Against Us – 4:48 (musica: Rossdale)
9. This Is Happiness – 4:34 (musica: Rossdale)
10. Another Night In The Hills – 3:04 (musica: Rossdale, Stewart)
11. The Trouble I'm In – 4:55 (musica: Rossdale)
12. Beauty In The Beast – 5:37 (musica: Rossdale, Stewart)
13. This Place Is On Fire (hidden track) – 1:02 (musica: Rossdale)

Durata totale: 53:35

### Bonus Tracks
1. I Don't Want to Lose Myself Tonight – 3:40 (musica: Rossdale, Frederiksen)
2. You Can't Run from What You Forget – 3:37 (musica: Rossdale)

## Formazione
- Gavin Rossdale - voce, chitarra
- Chris Traynor - chitarra
- Paul Bushnell - basso
- Jamie Muhoberac - tastiere
- Josh Freese - percussioni
- Gwen Stefani - cori in "Can't Stop The World"
- Shirley Manson - cori in "The Trouble I'm In"
- Katy Perry - cori in "Another Night in the Hills"
- Toiya Barnes - cori
- Esther Austin - cori
- Angie Fisher - cori